# ダンス・ウィズ・ア・ストレンジャー
『ダンス・ウィズ・ア・ストレンジャー』（Dance with a Stranger）は1985年制作のイギリス映画。カンヌ映画祭ヤング映画賞を受賞した。

## 映画の概略
1955年、イギリスで女性で最後に絞首刑となったルース・エリス(Ruth Ellis)の物語。エリスはイギリスの首都・ロンドンの酒場でホステスをしていた。エリスには、彼女を真剣に愛してくれる男もいた。しかし、エリスは名門の息子・デイヴィッドへの一方的な愛の末、彼を射殺してしまった。

## キャスト
- ミランダ・リチャードソン：ルース・エリス
- ルパート・エヴェレット：デイヴィッド
- イアン・ホルム：デズモンド
- ジョアンヌ・ウォーリー：クリスティーン